# Plesiotrygon
A Plesiotrygon a porcos halak (Chondrichthyes) osztályának sasrájaalakúak (Myliobatiformes) rendjébe, ezen belül a folyamirája-félék (Potamotrygonidae) családjába tartozó nem.

## Tudnivalók
A Plesiotrygon-fajok kisméretű folyamiráják, átlagos hosszúk 24-58 centiméter között van. Dél-Amerika nagyobb folyóiban élnek. Táplálékuk kisebb csontos halak, rákok, rovarok és férgek.

## Rendszerezés
A nembe az alábbi 2 élő faj tartozik:
- édesvízi rája (Plesiotrygon iwamae) R. de S. Rosa, Castello & Thorson, 1987 - típusfaj
- Plesiotrygon nana Carvalho & Ragno, 2011